# Trébelés
A trébelés a fémlemezek hideg domborítása, kalapáccsal és üllővel való alakítása.
A bádogosok erre a célra rendszerint a szarvasüllőt vagy a maroküllőt és a munka nemének megfelelő kalapácsot használnak. Az üllőre tett lemez a kalapálás következtében a kívánt alakot ölti fel. A finomabb vastárgyak domborításához, üllő gyanánt rendszerint ólmot használnak, mellyel a durván előkészített tárgyakat gyanta, téglapor és faggyú keverékével öntik ki. A finomabb tárgyak domborításához nemcsak kalapácsot, hanem a munka neme szerint különféle alakú domborító acélokat is használnak.